# کودکان ذرت: انقلاب
کودکان ذرت: انقلاب (انگلیسی: Children of the Corn: Revelation) فیلمی در ژانر ترسناک است که در سال ۲۰۰۱ منتشر شد. از بازیگران آن می‌توان به مایکل ایرون ساید، مایکل روگرز، کلودت مینک، و کریستال لووی اشاره کرد.